# Литке, Константин Фёдорович
Граф Константин Фёдорович Ли́тке (нем. Constantin Peter Graf von Lütke; 25 августа 1837, Санкт-Петербург — 17 сентября 1892, Штутгарт) — русский морской военачальник, путешественник, географ. Контр-адмирал.
Сын знаменитого мореплавателя, адмирала Фёдора Петровича Литке от его брака с Юлией Браун.

## Биография
- 15 сентября 1853 — Поступил юнкером на Балтийский флот.
- 19 июня 1854 — На фрегате «Аврора» совершил плавание из Кронштадта на Камчатку вокруг мыса Горн.
- Отличился при обороне Петропавловска.
- 1 декабря 1854 года произведён в мичманы.
- 6 апреля 1855 — На «Авроре» вышел к устью Амура.
- 5 мая 1855 — Прибыл и залив Де-Кастри, где участвовал в перестрелке с английскими кораблями, пытавшимися высадить десант.
- Через Сибирь вернулся в Санкт-Петербург.
- 1856—1857 — На Балтике и в Средиземном море на корабле «Выборг». В 1857 году пожалован португальским орденом Башни и Меча кавалерского креста.
- 1857—1858 — на фрегате «Аскольд» совершил плавание из Кронштадта вокруг м. Доброй Надежды в Японию и Империю Цин, в 1859—1860 годах тем же путём вернулся в Кронштадт.
- 18 августа 1860 года — произведён в чин лейтенанта и назначен в адъютанты к генерал-адмиралу великому князю Константину Николаевичу.
- 1862—1864 — флаг-офицер командира Атлантической эскадры контр-адмирала С. С. Лесовского. В составе «Экспедиции русского флота к берегам Северной Америки» находился на борту фрегата «Ослябя».
- 1865—1867 — Командуя винтовой лодкой «Горностай», совершил плавание из Кронштадта через Магелланов пролив в устье Амура, откуда через Сибирь вернулся в Петербург.
- 16 октября 1867 года — произведён в капитан-лейтенанты[1].
- 1868—1880 — командовал кораблями на Балтике и в Средиземном море — клипер «Яхонт», фрегат «Александр Невский», фрегат «Герцог Эдинбургский», броненосная батарея «Кремль», императорская яхта «Держава», фрегат «Светлана».
- 21 декабря 1871 — Прикомандирован к Гвардейскому экипажу.
- 1873 — Командир фрегата «Александр Невский».
- В 1874 году пожалован вюртембергский орден Фридриха командорского креста II класса. В 1875 году пожалован шведским орденом Меча кавалерского креста.
- 1 января 1875 года произведен в капитаны 2-го ранга.
- 1877—1878 — Командир броненосной артиллерийской батареи «Кремль».
- 1 января 1879 — Капитан 1-го ранга.
- 20 апреля 1879 — Зачислен в Гвардейский экипаж.
- Командир императорской яхты «Держава».
- 24 ноября 1880 — Вице-директор Инспекторского департамента Морского министерства.
- 1880—1881 — командир фрегата «Светлана».
- 14 марта 1883 — Агент Морского министерства в Австрии и Италии.
- 18 апреля 1888 — Зачислен по флоту с оставлением в должности.
- 24 апреля 1888 — Контр-адмирал.

По словам современницы, Константин Литке был очень похож на своего отца, такой же красивый, изящный и вежливый. Молва приписывала ему много приключений и одно даже высокопоставленное в то время, когда он состоял адъютантом у великого князя Константина Николаевича и в свите любимцем красавицы великой княгини Александры Иосифовны. Та же молва утверждала, что великий князь не замедлил отомстить своему адъютанту, как только тот женился на прелестной графине Александре Карловне Ребиндер (1849—1893), дочери графа Карла Константиновича Ребиндера. 
Брак не был удачным. Графиня Адина развелась с мужем, вышла замуж за князя Николая Александровича Дондукова-Корсакова и вместе с ним спилась. Сам Литке угас в прогрессивном параличе в Штутгарте и был похоронен в Санкт-Петербурге на Волковском лютеранском кладбище.